# Kijabe
Kijabe is een geslacht van spinnen uit de  familie van de Oonopidae (dwergcelspinnen).

## Soorten
- Kijabe ensifera Caporiacco, 1949
- Kijabe paradoxa Berland, 1914